# Río Tec
El río Tec (Tech en francés) es un río del sur de Francia, que discurre por las comarcas del Vallespir y el  Rosellón en el departamento de los Pirineos Orientales, en la región de Occitania. Es el río que tiene la cuenca más meridional de la Francia continental.
El río Tec nace a 2400 m sobre el nivel del mar, en el Roc-Colom, en el macizo pirenaico de Costabona (próximo a la provincia de Gerona, España). Cruza la comarca francesa del Vallespir de oeste a este, pasando por Prats-de-Mollo-la-Preste, Arles-sur-Tech, Amélie-les-Bains-Palalda, Céret y Le Boulou, por donde penetra en la comarca del Rosellón, desembocando en el mar Mediterráneo en la reserva natural de Mas Larrieu, tras 84,3 km de recorrido y una cuenca de 750 km².
Su régimen es pluvio-nival presentando todos los años un máximo primaveral gracias al deshielo pirenaico, y un máximo en otoño que depende de las lluvias. El 17 de octubre de 1940, como consecuencia de unas lluvias torrenciales de más de 500 mm se convirtió en un salvaje torrente con un caudal en Céret de 6450 m³/s, lo que para esa cuenca supone un caudal relativo de 8600 l/s/km², inundándolo todo a su paso y cobrándose varias vidas.